# Gare de Thulin
La gare de Thulin est une gare ferroviaire belge de la ligne 97, de Mons à Quiévrain (frontière), située à Thulin section de la commune de Hensies dans la province de Hainaut en région wallonne.
Elle est mise en service en 1842 par l'administration des chemins de fer de l'État belge. C'est un point d'arrêt non géré de la Société nationale des chemins de fer belges (SNCB), InterCity (IC), Omnibus (L) et Heure de pointe (P).

## Situation ferroviaire
Établie à 32 mètres d'altitude, l'arrêt de Thulin est situé au point kilométrique (PK) 14,800 de la ligne 97, de Mons à Quiévrain (frontière), entre les gares de Hainin et de Quiévrain.

## Histoire
Afin de couvrir les frais d'établissement d'une station, le conseil communal de Thulin est autorisé, par l'arrêté royal du 8 mars 1842, à contracter un emprunt de 12 000 fr à 5 %, remboursable en 12 ans et couvert par l'hypothèque de huit hectares de prairies évaluées à 30 000 fr. 
La station de Thulin est mise en service le 7 août 1842, par l'administration des chemins de fer de l'État belge lorsqu'elle ouvre à l'exploitation la ligne de Mons à Quiévrain. L'ouverture au service des marchandises a lieu le 1er juillet 1846. Une ligne a été reliée à Thulin à Dour de 1858 à 1873.
Un nouveau bâtiment des recettes est érigé vers 1900 à Thulin. Il correspond au plan type 1895 de l’État belge ; son aspect est assez proche de celui de la gare de Boussu, qui est une copie plus grande réalisée après la Première Guerre mondiale. Tombant en ruine depuis la suppression des guichets, il a été restauré comme maison particulière.
Le 17 novembre 2010, lors d'une réunion de la commission de l'infrastructure des communications et des entreprises publiques, Éric Tiébaut interpelle la ministre sur l'état des gares de la ligne : « En gare de Thulin, le problème principal pour les voyageurs est l'information défaillante. Il n'est pas rare de voir des gens sur le quai attendant en vain leur train qui a été tout bonnement supprimé. Les haut-parleurs installés sur la voie sont souvent silencieux et les informations dispensées sur le site Railtime sont souvent tardives. ». Inge Vervotte dans sa réponse indique « en cas de perturbation dans le service des trains de voyageurs, les annonces sur les quais sont régulièrement faites au départ de la cabine de signalisation de Mons. Un speaker effectue des annonces de 06 heures à 22 heures dans les gares et points d'arrêt non gardés des lignes 78 et 97. Les informations de retard et/ou de suppression sont communiquées par le speaker au fur et à mesure qu'elles sont à sa disposition, et ce, au plus tard à l'heure prévue du départ », elle précise également qu'il y a 12 haut-parleurs installés en gare de Thuin.
En 2012, l'ancien bâtiment est toujours présent et n'a plus d'utilisation ferroviaire ; il abrite des logements privés appartenant à la famille Iraci. L'accès au quai s'effectue à proximité du passage à niveau.

## Service des voyageurs

### Accueil
Halte SNCB, c'est un point d'arrêt non géré (PANG) à accès libre. Il dispose d'un quai avec un abri, des annonces sont diffusées par 12 haut-parleurs.

### Desserte
Thulin est desservie par des trains Intercity (IC), Omnibus (L) et Heure de pointe (P) de la SNCB, qui effectuent des missions sur la ligne 97 : Saint-Ghislain - Quiévrain (voir brochure SNCB).
En semaine, la desserte comprend des trains IC-14 effectuant le trajet Quiévrain - Mons - Braine-le-Comte - Bruxelles-Midi - Louvain - Liège-Guillemins. Le matin, cette offre est renforcée par deux trains P Quiévrain - Schaerbeek et un unique train P reliant Quiévrain à Saint-Ghislain ; l’après-midi, il existe un unique train P Schaerbeek - Quiévrain et un train P Mons - Quiévrain.
Les week-ends et jours fériés, ne circulent que des trains L entre Quiévrain et Mons.

### Intermodalité
Un parc pour les vélos y est aménagé, le stationnement des véhicules est possible sur la place qui fait face à l'ancien bâtiment voyageurs.

## Comptage voyageurs
Le graphique et le tableau montrent le nombre de passagers qui en moyenne embarquent durant la semaine, le samedi et le dimanche.
| Nombre de voyageurs qui embarquent à la gare de Thulin | Nombre de voyageurs qui embarquent à la gare de Thulin | Nombre de voyageurs qui embarquent à la gare de Thulin | Nombre de voyageurs qui embarquent à la gare de Thulin |
|                                                        | Semaine                                                | Samedi                                                 | Dimanche                                               |
| ------------------------------------------------------ | ------------------------------------------------------ | ------------------------------------------------------ | ------------------------------------------------------ |
| 1977                                                   | 366                                                    | 83                                                     | 42                                                     |
| 1978                                                   | 352                                                    | 68                                                     | 55                                                     |
| 1979                                                   | 351                                                    | 72                                                     | 58                                                     |
| 1980                                                   | 304                                                    | 77                                                     | 44                                                     |
| 1981                                                   | 374                                                    | 72                                                     | 27                                                     |
| 1982                                                   | 335                                                    | 70                                                     | 53                                                     |
| 1983                                                   | 280                                                    | 86                                                     | 60                                                     |
| 1984                                                   | 299                                                    | 89                                                     | 84                                                     |
| 1985                                                   | 306                                                    | 54                                                     | 56                                                     |
| 1986                                                   | 344                                                    | 85                                                     | 70                                                     |
| 1987                                                   | 332                                                    | 65                                                     | 55                                                     |
| 1988                                                   | 283                                                    | 71                                                     | 44                                                     |
| 1989                                                   | 292                                                    | 57                                                     | 50                                                     |
| 1990                                                   | 212                                                    | 67                                                     | 52                                                     |
| 1991                                                   | 317                                                    | 88                                                     | 60                                                     |
| 1992                                                   | 311                                                    | 83                                                     | 50                                                     |
| 1993                                                   | 388                                                    | 58                                                     | 53                                                     |
| 1994                                                   | 232                                                    | 50                                                     | 22                                                     |
| 1995                                                   | 207                                                    | 35                                                     | 53                                                     |
| 1996                                                   | 259                                                    | 46                                                     | -                                                      |
| 1997                                                   | 244                                                    | 36                                                     | -                                                      |
| 1998                                                   | 247                                                    | 48                                                     | 36                                                     |
| 1999                                                   | 248                                                    | 48                                                     | 36                                                     |
| 2000                                                   | 197                                                    | 50                                                     | 45                                                     |
| 2001                                                   | 205                                                    | 49                                                     | 56                                                     |
| 2002                                                   | 237                                                    | 34                                                     | 44                                                     |
| 2003                                                   | 221                                                    | 50                                                     | 46                                                     |
| 2004                                                   | 189                                                    | 32                                                     | 52                                                     |
| 2005                                                   | 234                                                    | 48                                                     | 42                                                     |
| 2006                                                   | 225                                                    | 54                                                     | 48                                                     |
| 2007                                                   | 306                                                    | 52                                                     | 67                                                     |
| 2008                                                   | -                                                      | -                                                      | -                                                      |
| 2009                                                   | 204                                                    | 86                                                     | 87                                                     |
| 2010                                                   | -                                                      | -                                                      | -                                                      |
| 2011                                                   | -                                                      | -                                                      | -                                                      |
| 2012                                                   | 200                                                    | 61                                                     | 83                                                     |
| 2013                                                   | 179                                                    | 42                                                     | 47                                                     |
| 2014                                                   | 199                                                    | 38                                                     | 33                                                     |
| 2015                                                   | 227                                                    | 40                                                     | 45                                                     |
| 2016                                                   | 144                                                    | 41                                                     | 32                                                     |
| 2017                                                   | 191                                                    | 47                                                     | 66                                                     |
| 2018                                                   | 110                                                    | 25                                                     | 29                                                     |
| 2019                                                   | 127                                                    | 53                                                     | 52                                                     |
| 2020                                                   | 87                                                     | 57                                                     | 31                                                     |
| 2021                                                   | -                                                      | -                                                      | -                                                      |
| 2022                                                   | 106                                                    | 51                                                     | 51                                                     |
| 2023                                                   | 113                                                    | 50                                                     | 46                                                     |
| 2024                                                   | 93                                                     | 50                                                     | 42                                                     |